# La Mazière-aux-Bons-Hommes
La Mazière-aux-Bons-Hommes ist eine Gemeinde in Frankreich. Sie gehört zur Region Nouvelle-Aquitaine, zum Département Creuse, zum Arrondissement Aubusson und zum Kanton Auzances. 

## Geografie
Sie grenzt im Norden an Lioux-les-Monges, im Osten an Mérinchal, im Süden an La Celle, im Südwesten an Basville, im Westen an La Villeneuve und im Nordwesten an Saint-Bard. Das Siedlungsgebiet besteht aus den Dörfern La Mazière, Le Sibioux, Neuvialle, La Rebeyrolle, Le Cherbaudy, Lacaux-Faucher, Le Chalard und Le Font-Razé. Ersteres ist der Hauptort.

## Bevölkerungsentwicklung
| Jahr      | 1962 | 1968 | 1975 | 1982 | 1990 | 1999 | 2008 | 2012 | 2018 |
| --------- | ---- | ---- | ---- | ---- | ---- | ---- | ---- | ---- | ---- |
| Einwohner | 134  | 110  | 96   | 99   | 96   | 73   | 60   | 70   | 66   |

## Sehenswürdigkeiten

Kirche Saint-Jean-Baptiste

- Kirche Saint-Jean-Baptiste